# Manilkara adolfi-friederici
Manilkara adolfi-friederici là một loài thực vật có hoa trong họ Hồng xiêm. Loài này được (Engl. & K.Krause) H.J.Lam mô tả khoa học đầu tiên năm 1941.